# Резня у Лягушачьего озера
Резня у Лягушачьего озера — конфликт во время восстания кри во время Северо-Западного восстания в западной Канаде. Под предводительством Блуждающего Духа молодые люди кри напали на чиновников, духовенство и поселенцев в небольшом поселении Лягушачье озеро в округе Саскачеван Северо-Западных территорий (сейчас в провинции Альберта) 2 апреля 1885 года. Девять поселенцев были убиты во время инцидента.

## Причины
Вождь Большой Медведь и его банда поселились около озера Лягушонок примерно в 55 км к северо-западу от Форт Питт, но ещё не выбрали место для резервации. Он подписал Договор 6 в 1882 году. Возмущенный тем, что казалось несправедливым договором, и сокращением популяции бизонов, Большой Медведь начал организовывать кри для сопротивления.
Узнав о победе метисов в битве при Утином озере неделей ранее и о продвижении паундмейкеров на Батлфорд, Блуждающий Дух, военный вождь отряда Большого Медведя, начал кампанию по сбору оружия, боеприпасов и продовольствия из окружающей сельской местности. Ближайшими источниками припасов и первыми разграбленными были правительственные конюшни, почта компании Гудзонова залива и магазин Джорджа Дилла во Фрог-Лейке. Гнев среди кри в этом районе был направлен в основном на представителя правительства Канады, Индейского агента Томаса Куинна, который был источником неадекватных пайков, которые держали кри в состоянии предголодания.

## Резня
Ранним утром 2 апреля группа кри во главе с военным вождем Блуждающим Духом взяла в заложники Томаса Куинна в его доме. Затем кри взяли в заложники ещё больше белых поселенцев и взяли под свой контроль общину. Они собрали европейцев, включая двух священников, в местной католической церкви, где проходила месса. По окончании мессы, около 11:00 утра, кри приказали заключённым перебраться в их лагерь в паре километров от них.
Куинн упорно отказывался покинуть город; в ответ Блуждающий дух выстрелил ему в голову. В результате паники, несмотря на попытку Большого Медведя остановить стрельбу, отряд Блуждающего Духа убил ещё восемь невооружённых поселенцев: двух католических священников, Леона Фафарда и Феликса Маршана, мирянина, помощника Фафарда, Джона Уиллискрофта, а также Джона Гоуэнлока, Джона Делани, Уильяма Гилкриста, Джорджа Дилла и Чарльза Гуэна.
Клерк компании Гудзонова залива, Уильям Блисделл Кэмерон, один из мужчин, задержанных в церкви, пошел в магазин Гудзонова залива, чтобы выполнить заказ, сделанный Куинном для Несчастного человека после мессы. Когда раздались первые выстрелы, он сбежал с помощью сочувствующей кри и направился в близлежащий лагерь Вуд кри, где вождь защищал его.
Тереза Гоуэнлок и Тереза Делани, жёны двух убитых мужчин, их семьи и около семидесяти других жителей города были взяты в плен.
После резни тела Фафарда, Маршана, Делани и Гоуэнлока были поспешно помещены в подвал под церковью несколькими метисами, которые теперь находились в плену. С большим риском они также перенесли тела Куинна и Гуэна в подвал дома, недалеко от которого они были убиты. Однако им было отказано в разрешении прикоснуться к другим жертвам.
Церковь, приходской дом и все постройки поселения Лягушачье озеро были сожжены 4 апреля 1885 года (за день до Пасхи). От миссии остались только колокольня и кладбище.
14 июня прибыл батальон Мидленда (авангард Генерал-майора Стрэнджа) похоронил жертв резни на кладбище. Во время их оккупации колокол, который был подвешен к почерневшей от огня колокольне, исчез.

## Последствия
Кри перешли к Форт Питт. Резня побудила правительство Канады направить в этот район войска и полицию. Восстание было подавлено.
Туземных вождей судили по делу об убийствах, совершённых во время резни на озере Фрог и в Батлфорде (убийства инструктора фермы Пейна и фермера из Батлфорда Барни Тремонта). Никому из обвиняемых туземцев не было разрешено иметь адвоката, и судья Шарль Роуло приговорил каждого из них к смертной казни через повешение. Он приговорил трёх других к повешению, но их смертные приговоры были смягчены.
Министр юстиции Джон Спэрроу Дэвид Томпсон рассмотрел дела, но смягчающие обстоятельства не были приняты во внимание, и, оглядываясь назад, кажется, что правосудие было совершено произвольно.
Восемь туземцев, включая Блуждающего Духа, были повешены 27 ноября 1885 года в ходе крупнейшего массового повешения в истории Канады.
Хотя Большой Медведь выступил против атаки, ему было предъявлено обвинение в государственной измене за его попытки организовать сопротивление среди кри. Он был признан виновным и приговорен к трём годам заключения в Стоуни-Маунтин.

## Наследие
Озеро Фрог стало частью провинции Альберта в 1905 году. Место резни было обозначено как «Национальное историческое место на озере Фрог» в 1923 году, в месте расположения восстания кри, которое произошло в округе Саскачеван, Северо-западные территории.
Parks Canada говорит, что территория, обозначенная Советом по историческим местам и памятникам Канады, обширна, но службе национальных парков принадлежит лишь небольшая часть, в основном кладбище, где в 1924 году были установлены каменная пирамида и федеральная мемориальная доска.
В 2008 году Кристин Телль (министр туризма, парков, культуры и спорта провинции) заявила, что «125-я годовщина в 2010 году Северо-западного сопротивления 1885 года является прекрасной возможностью рассказать историю борьбы метисов прерий и коренных народов с правительственными силами и как они сформировали сегодняшнюю Канаду».